# Schmutter
Schmutter — mała rzeka długości 76 km w bawarskiej rejencji Szwabia. Ma ona swój początek ok. 3 km na zachód od Ettringen i płynie w kierunku północnym, przez pogórze i Naturpark Augsburg-Westliche Wälder, do Dunaju. Od Neusäß płynie wzdłuż zachodniego brzegu doliny rzeki Lech. U ujścia rzeki Schmutter w Donauwörth kończy się także droga rzymska Via Claudia Augusta.
W ostatnich latach zaobserwowano poprawę czystości wody w Schmutter. Dawniej rzeka była mocno zanieczyszczona przez rolniczą i gospodarczą działalność człowieka. Po wybudowaniu oczyszczalni ścieków sytuacja się stopniowo poprawia.
Miejscowości nad Schmutter:
- Scherstetten
- Konradshofen
- Münster
- Mickhausen
- Siegertshofen
- Tronetshofen
- Willmatshofen
- Fischach
- Heimberg
- Wollishausen
- Dietkirch
- Gessertshausen
- Deubach
- Hausen
- Diedorf
- Kreppen
- Westheim
- Hainhofen
- Ottmarshausen
- Hammel
- Neusäß
- Batzenhofen
- Gablingen
- Achsheim
- Eisenbrechtshofen
- Ehekirchen
- Westendorf
- Kühlenthal
- Blankenburg
- Nordendorf
- Holzen
- Allmannshofen
- Druisheim
- Mertingen
- Asbach-Bäumenheim
- Nordheim